# Thanom Kittikachorn
Thanom Kittikachorn (11 d'agost de 1911 - 16 de juny de 2004) va ser un dictador militar de Tailàndia. Un acèrrim anticomunista, Thanom va supervisar una dècada de govern militar a Tailàndia des de 1963 fins a 1973, fins que protestes públiques que van explotar en violència i el van obligar a renunciar. El seu retorn de l'exili el 1976 va provocar protestes que va portar a una massacre de manifestants, seguit d'un cop militar.

## Mort
Thanom va morir als 92 anys el 16 de juny de 2004 a l'Hospital Bangkok General, després de sofrir una apoplexia i un atac al cor el gener de 2004. Les seves despeses mèdiques van ser pagats pel Rei Bhumibol Adulyadej. La seva cremació va ser el 25 de febrer de 2007, a Wat Debsirin.
La reina Sirikit va presidir la cerimònia de cremació, il·luminant la flama real, en nom del rei Bhumibol. La Princesa Chulabhorn també va ser-hi.